# Ограновування

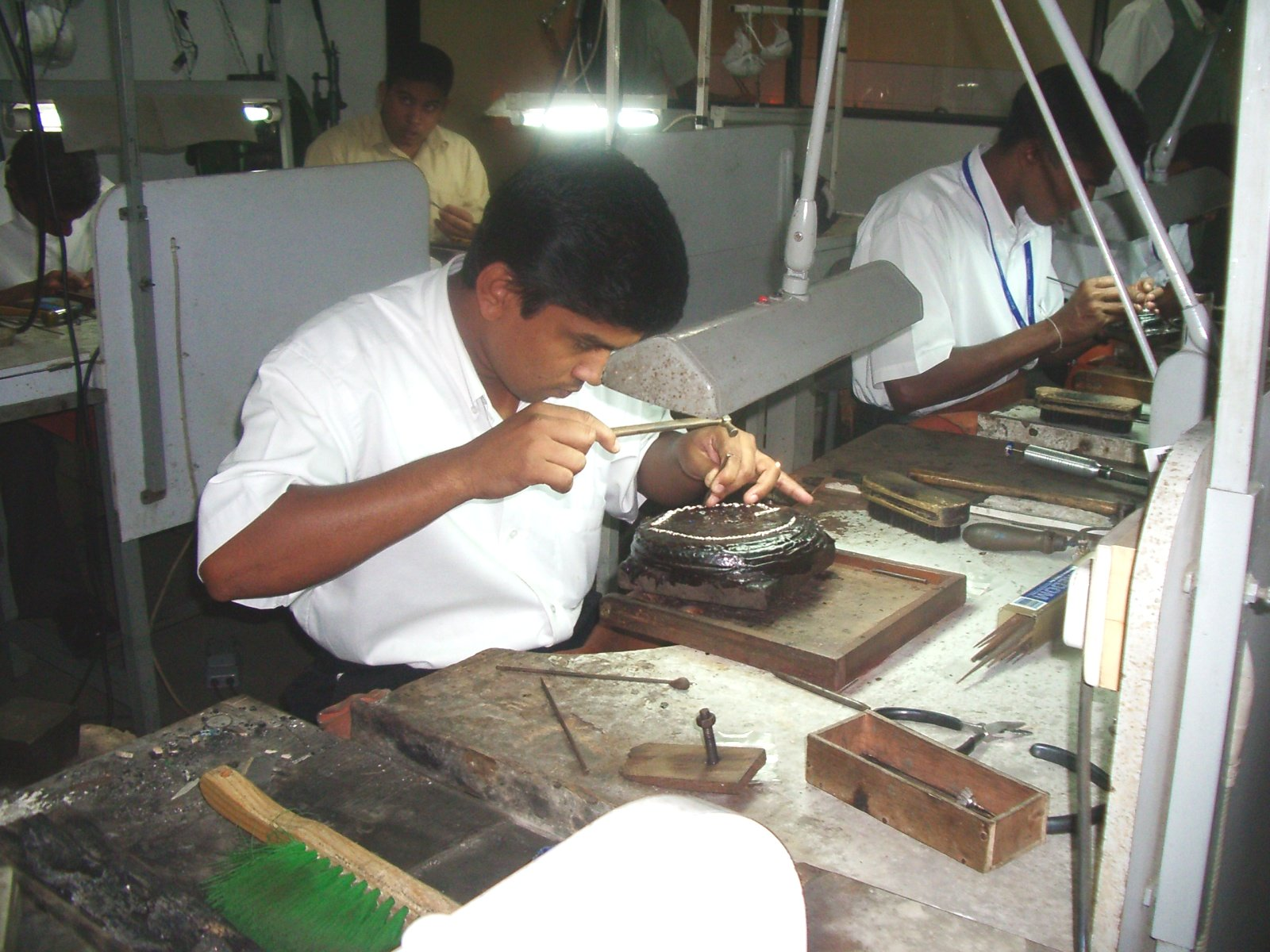
Майстер огра́нювач за роботою

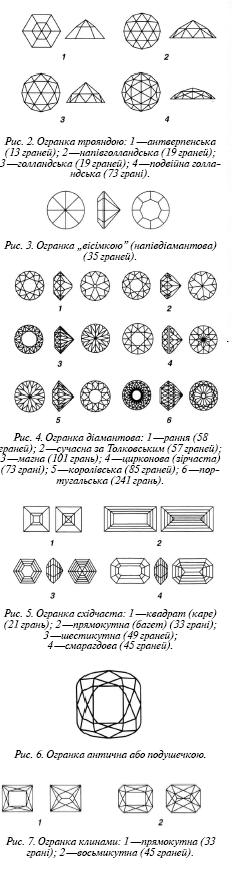

Ограно́вування, шліхтува́ння, обгранкува́ння (рос. огранка, англ. cutting, cut, faceting, нім. Gleichdick m, Schleifen n) –
- 1) Технологічний процес обробки ювелірних каменів шліфуванням і поліруванням з метою надання їм певної форми. Шліфуванням на поверхню заготовки наносяться грані, поліруванням граней додається дзеркальний блиск.
- 2) Форма, яку камінь має після обробки. За формою пояска (рундиста) по периметру найбільшого перетину ограненого каменя, який відокремлює верхню частину (корону) від нижньої (павільйону), розрізняють такі форми огранки: • багатогранник (квадрат, ромб, багет, шестигранник, жезл, трапеція, октагон, клин, маятник, п'ятигранник, дракон, трикутник, зрізаний трикутник), • овал (овал-яйце, круг, антик, олива, серце, панделок), • перехідні форми (напівбагет, маркіз, крапля, підкова, щит, напівмаркіз, замкова шпарина).

## Способи огранки
За способом обробки розрізняють огранку фасетну (фасет, фасетка — скошена бічна грань), гладеньку і змішану.
Фасетна огранка характеризується великою кількістю дрібних, гладенько відполірованих скошених граней, завдяки яким камінь набуває більшого блиску, посилюється гра кольорів. Основні різновиди цієї О. — діамантова та сходинкова (ступінчаста).
Діамантова огранка додає каменю максимального блиску і гри світла. Діамантова О. має від 48 до 240 і більше бічних граней. Класична діамантова (повна) О. містить 56 бічних граней. Проста напівдіамантова –від 12 до 32 бічних граней. Рання діамантова огранка передбачає 58 граней і застосовується найчастіше. Містить 33 грані на короні, 24 — в павільйоні і плюс колетта — пришліфований кінчик, де збігаються грані павільйону.
Огранка трояндою містить від 12 до 72 бічних граней. Характеризується плоскою основою і куполом з трикутних граней. Ця древня огранка з'явилася в Індії, завезена в Європу у XVI ст., але сьогодні практикується рідко внаслідок дещо зниженої гри кольорів.
Огранка «вісімкою» (стара англійська О.) — спрощений варіант 57-гранної діамантової огранки. Застосовується для дрібних алмазів з діаметром рундиста менше 2 мм.
Ідеальна О. алмаза за Толковським часто застосовується у США. Характеризується тим, що при діаметрі рундиста 100 % ширина таблиці — центральної грані — 53 %, висота корони 16,2 %, глибина павільйону — 43,1 %.
Огранка магна — різновид О. алмаза з 101 грані і колетти. Грані включають дев'ятибічну таблицю, яка оточена 60 гранями корони і 40 гранями павільйону. 
Огранка цирконова — спосіб огранювання самоцвітів в основі якого лежить діамантова О. Завдяки восьми додатковим граням, які розташовують між колеттою і головними гранями павільйону, зменшується втрата світла і підвищується гра кольорів.
Огранка королівська — 86-гранна О. алмаза. Включає 49 граней корони з 12-кутною таблицею, 36 граней павільйону і колетта.
Огранка португальська — удосконалена діамантова О. Має два яруси ромбоподібних та трикутних граней в короні і павільйоні. Застосовується для огранювання великих каменів.
Огранка швейцарська — спрощений варіант 57-гранної діамантової О. Корона містить 8-кутну таблицю, оточену 16 трикутними гранями і павільйон з 8 чотирикутних граней головного поясу. Застосовується для огранювання дрібних кристалів алмаза.
Огранка сходинкова — проста фасетна О., яка застосовується головним чином для кольорових каменів.
Огранка смарагдова — сходинкова О. при 8-кутній формі каменя. Використовується головним чином для огранювання смарагдів, інколи — для алмазів та інших дорогоцінних каменів.
Огранка таблитчаста — простий різновид сходинкової О. Верхня частина каменя повністю плоска, що збільшує площу таблиці.
Огранка антична (подушкова) — квадратної або прямокутної форми з округлими вершинами.
Огранка клинами (хрестова) — сходинкова О. в якій кожна фасета розділена на 4 клини.
Огранка профільна — О. діамантів таблитчастого габітуса.
Лунетта — ступінчаста О. каменя, яка має форму півмісяця.
Наветта — ступінчаста О. у вигляді човна.
Гладенька огранка — розрізняють пласку, округлу, опуклу (склепінчасту). Використовується для агата та ін. непрозорих або напівпрозорих дорогоцінних каменів (бірюзи, лазурита, опала, місячного каменя, а іноді й прозорих, що мають природні вади, сапфіра, смарагда та ін.).
Кабошон — основний різновид гладкої О. Верхній частині каменя надають округлу форму, нижній — пласку або випуклу. Нижню частину темних каменів роблять увігнутою, щоб висвітлити кольорову гамму.
Змішана огранка поєднує два типи огранювання: верхня частина гладенька, нижня — фасетна або навпаки.
Для прозорих мінералів найпоширеніші види О. — діамантова і трояндою. Для каменів квадратної, прямокутної, ромбоподібної та ін. форм застосовується ступінчаста О. клинами або змішана. Сферична О. кабошоном використовується для обробки непрозорих або напівпрозорих мінералів.